# Индепенденс I

Области распространения культур Индепенденс I и II в районе Индепенденс-фьорда

Культура Индепенденс I — археологическая культура палеоэскимосов в северной Гренландии и Канадской Арктике, существовавшая в период около 2400—1000 г. до н. э. Названа в честь Индепенденс-фьорда. Сосуществовала с культурой Саккак, которая находилась на юге Гренландии. Основой развития палеоэскимосских культур стала Арктическая традиция малых орудий, в рамках которой обычно выделяют комплекс Денби-Флинт) на Аляске и ранние палеоэскимосские культуры Канадской Арктики и Гренландии (Саккак, Индепенденс I, Пре-Дорсет).
Культура Индепенденс II существовала в той же местности, однако намного позднее — с VIII в. до н. э., примерно через 600 лет после исчезновения Индепенденс I. По сравнению с культурой Индепенденс II, культура Индепенденс I имела гораздо более высокую плотность и численность населения.
Радиоуглеродные даты и типология жилищ и инструментов не позволяют выделить какие-либо хронологические изменения в культуре Индепенденс I за её существование.
Культура Индепенденс I исчезла около 1000 г. до н. э. по неизвестным причинам. Учёные спорили о причинах появления Индепенденс I и II в изолированной северо-восточной части Гренландии, а также о том, как эти культуры жили и исчезали:737.
Археологические находки, связанные с обеими культурами фьорда, сделал датский исследователь Эйгиль Кнут.